# Carmine Marcantonio
Carmine Marcantonio (Castel di Sangro, 21 novembre 1954) è un ex calciatore italiano naturalizzato canadese, di ruolo centrocampista.

## Carriera

### Club
Nato nel 1954 a Castel di Sangro (AQ), in Abruzzo, è emigrato in seguito in Canada, dove ha giocato tra 1976 e 1977 con i Toronto Metros-Croatia e il Toronto Italia. In seguito, nel 1978, si è trasferito negli Stati Uniti, militando nei Washington Diplomats e nei New York Arrows, giocando a calcio indoor, fino al 1981. Dopo il ritorno in Canada per due anni ai Montréal Manic, ha chiuso la carriera nel 1985 con i N.Y. Cosmos, con cui ha giocato anche indoor. Nel 2014 è stato inserito nella Hall of Fame del calcio canadese.

### Nazionale
Ha giocato due volte per la Nazionale canadese, la prima il 24 settembre 1976 in casa a Vancouver contro gli Stati Uniti nelle qualificazioni al Mondiale 1978, sfida pareggiata per 1-1 dove ha disputato tutti i 90 minuti e la seconda il 1º novembre 1980 nella stessa città contro lo stesso avversario nelle qualificazioni al Mondiale 1982 dove è entrato al 15' al posto dell'infortunato Gene Strenicer e ha vinto per 2-1.

## Statistiche

### Cronologia presenze e reti in nazionale
| Cronologia completa delle presenze e delle reti in nazionale ― Canada | Cronologia completa delle presenze e delle reti in nazionale ― Canada | Cronologia completa delle presenze e delle reti in nazionale ― Canada | Cronologia completa delle presenze e delle reti in nazionale ― Canada | Cronologia completa delle presenze e delle reti in nazionale ― Canada | Cronologia completa delle presenze e delle reti in nazionale ― Canada | Cronologia completa delle presenze e delle reti in nazionale ― Canada | Cronologia completa delle presenze e delle reti in nazionale ― Canada |
| Data                                                                  | Città                                                                 | In casa                                                               | Risultato                                                             | Ospiti                                                                | Competizione                                                          | Reti                                                                  | Note                                                                  |
| --------------------------------------------------------------------- | --------------------------------------------------------------------- | --------------------------------------------------------------------- | --------------------------------------------------------------------- | --------------------------------------------------------------------- | --------------------------------------------------------------------- | --------------------------------------------------------------------- | --------------------------------------------------------------------- |
| 24-9-1976                                                             | Vancouver                                                             | Canada                                                                | 1 – 1                                                                 | Stati Uniti                                                           | Qual. Mondiali 1978                                                   | -                                                                     |                                                                       |
| 1-11-1980                                                             | Vancouver                                                             | Canada                                                                | 2 – 1                                                                 | Stati Uniti                                                           | Qual. Mondiali 1982                                                   | -                                                                     | 15’                                                                   |
| Totale                                                                |                                                                       | Presenze                                                              | 2                                                                     |                                                                       | Reti                                                                  | 0                                                                     |                                                                       |